# Gare de Petit-Croix
Gare de Petit-Croix – przystanek kolejowy w Chèvremont, w departamencie Territoire de Belfort, w regionie Burgundia-Franche-Comté, we Francji. Jest zarządzany przez SNCF (budynek dworca) i przez RFF (infrastruktura).
Przystanek jest obsługiwany przez pociągi TER Pays de la Loire.

## Położenie
Znajduje się na linii Paryż – Miluza, w km 454,270, między stacjami Chèvremont i Montreux-Vieux, na wysokości 347 m n.p.m. Jest miejscem włączenia linii szybkiej kolei LGV Rhin-Rhône do sieci konwencjonalnej.

## Historia
Przystanek został otwarty 15 lutego 1858 przez Compagnie des chemins de fer de l’Est.

## Linie kolejowe
- Paryż – Miluza